# پیسی سارفیک
پیسی سارفیک (به لاتین: Pisissarfik) یک کوه در گرینلند است که در گرینلند واقع شده‌است. پیسی سارفیک ۱٬۲۲۰ متر بالاتر از سطح دریا واقع شده‌است.